# Zweispänner

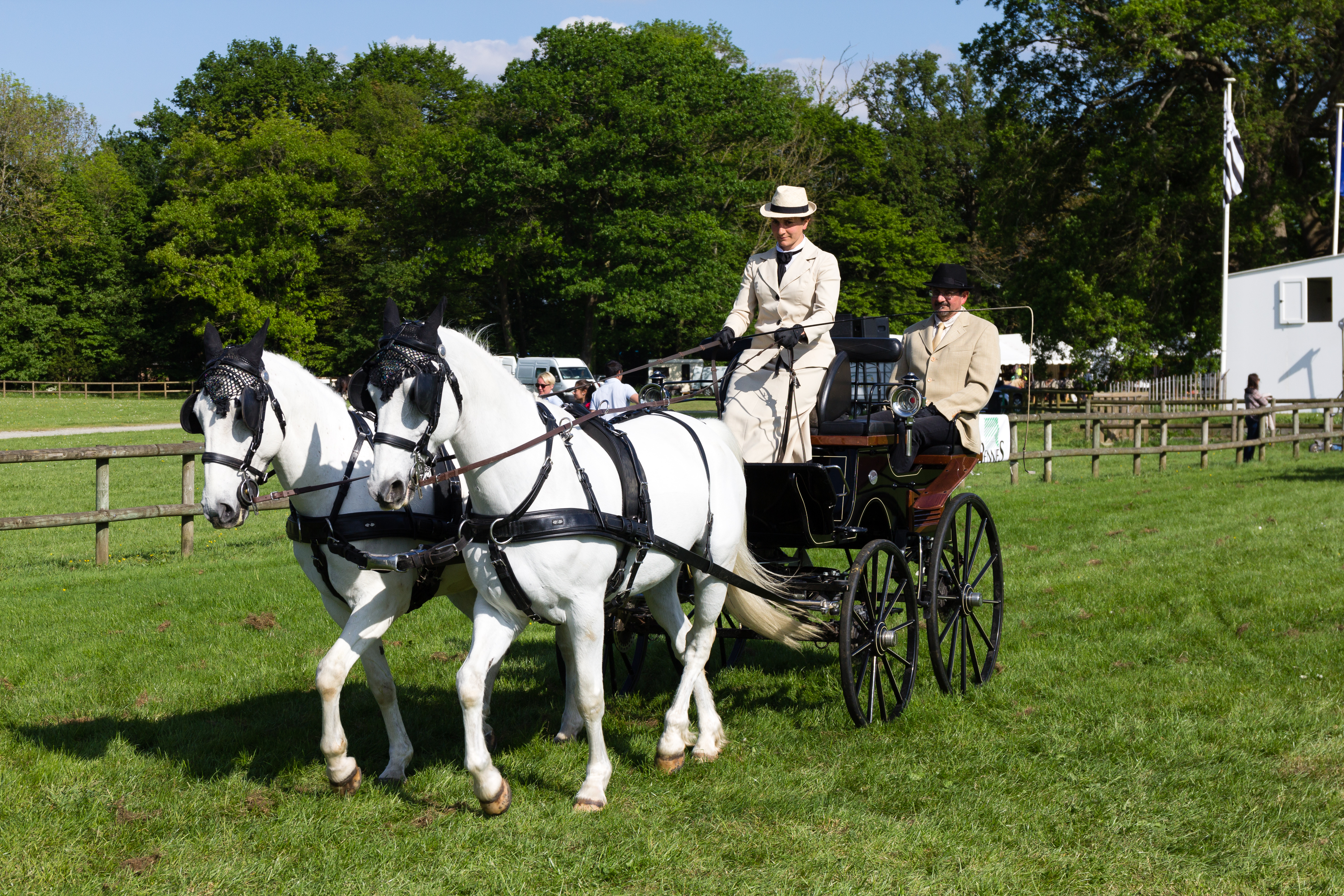
Fahrturnier, Dressurprüfung, 2016

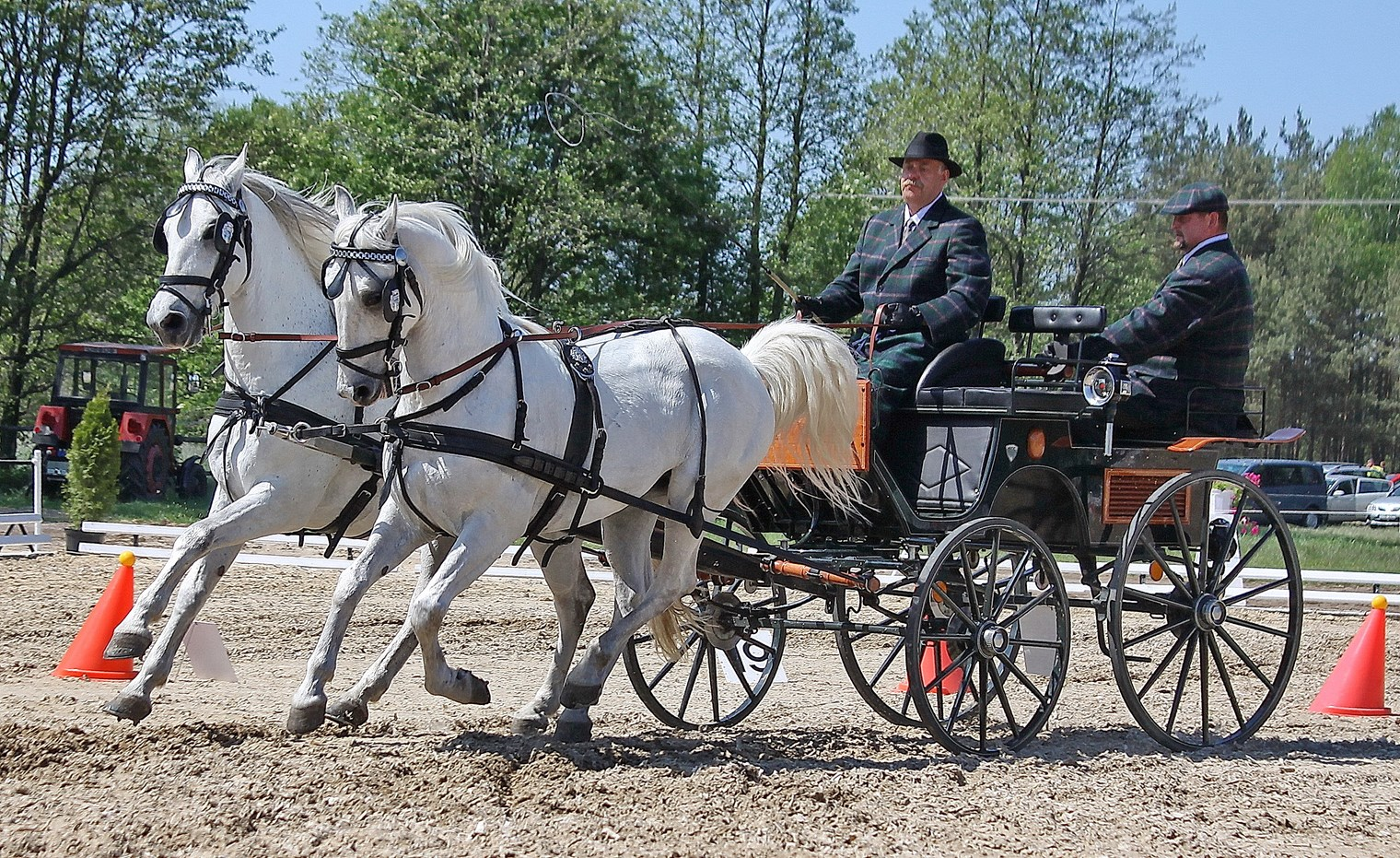
Kegelfahren, 2012

Als Zweispänner bezeichnet man eine Anspannung, bei der zwei Pferde an der Deichsel gehen.
Beide Pferde sind Stangenpferde, weil sie an der Deichsel gehen. Das linke Pferd wird Sattelpferd, das rechte Pferd wird  Handpferd genannt.
Im Gegensatz zu einer Biga, bei der der Fahrer steht, sitzt bei einem Zweispänner der Fahrer auf dem Kutschbock.

## Verwendung
Zweispänner werden sehr häufig verwendet. Mit zwei Pferden können im Vergleich zu einem Einspänner  bereits vergleichsweise große, schwere Wagen gezogen werden. Der Aufwand für einen Zweispänner steht jedoch in keinem Vergleich zu einem Vierspänner, für den fünf bis sechs zueinander passende Pferde benötigt werden, wenn er immer einsatzbereit sein soll. Für einen Zweispänner genügen zwei bis drei Pferde.
Zweispänner sind die am leichtesten zu fahrende Anspannung. Die schweren Vierspännerleinen entfallen. Ein Ungehorsam eines Pferdes kann meist von dem anderen Pferd wieder ausgeglichen werden.
Zweispänner werden auch gerne für die die Pferdeausbildung beim Einfahren genutzt. Normale Warmblüter können bereits im Alter von zwei Jahren angespannt werden, weil sie am Wagen kein Gewicht tragen müssen. Sie werden dazu meistens in einem Zweispänner auf der dem Verkehr abgewandten Seite als Handpferd eingespannt. Auf der Verkehrsseite wird als Sattelpferd ein erfahrenes Pferd, an dem sich das junge Pferd orientieren kann, eingespannt. Zum Einfahren ist ein leichter, robuster Trainingswagen geeignet, da das junge Pferd nicht schwer ziehen soll.
Zweispänner werden auch im Fahrsport häufig eingesetzt.

## Galerie

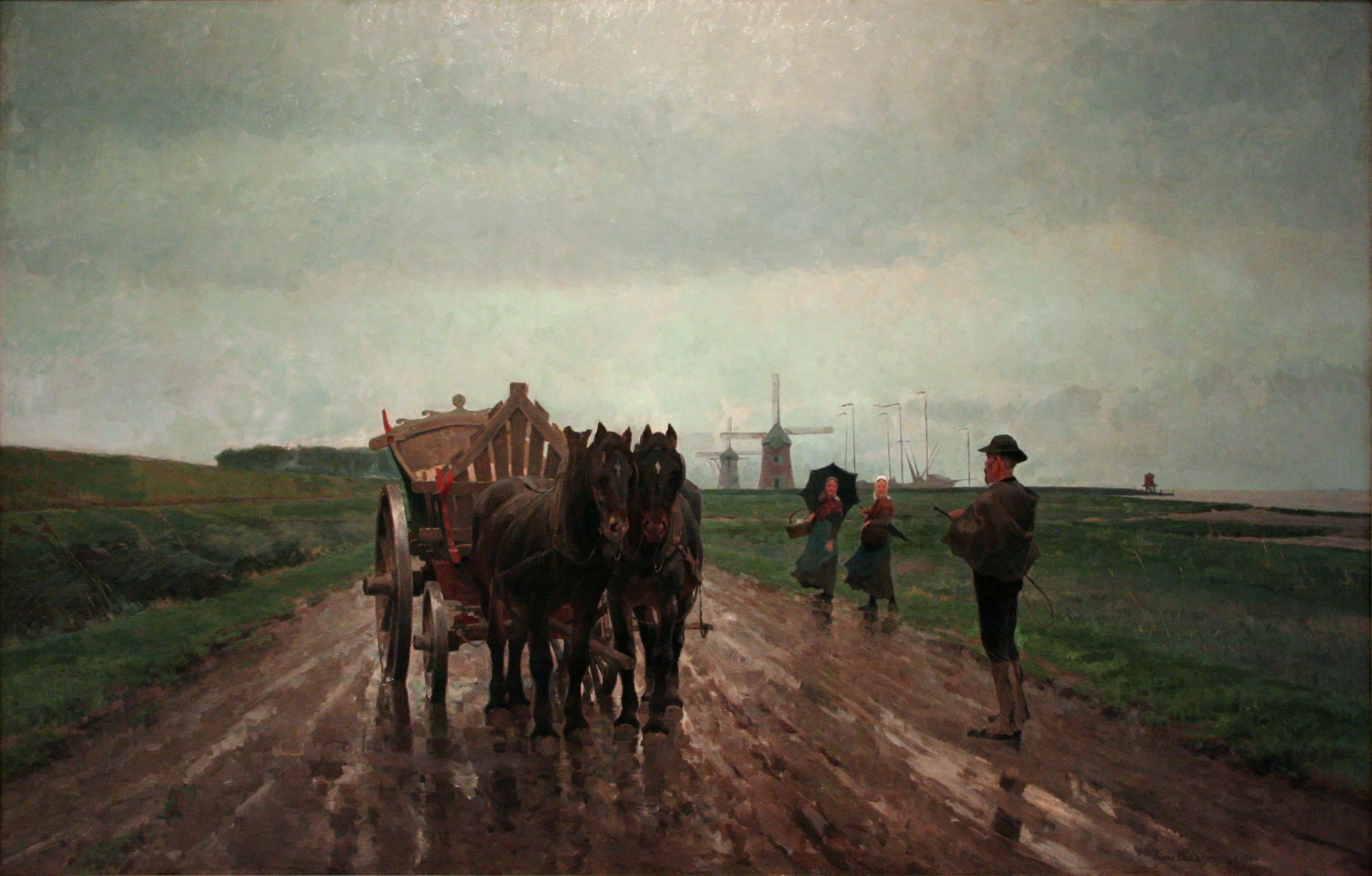
Aan de Schelde-arm, Frans van Leemputten, 1884
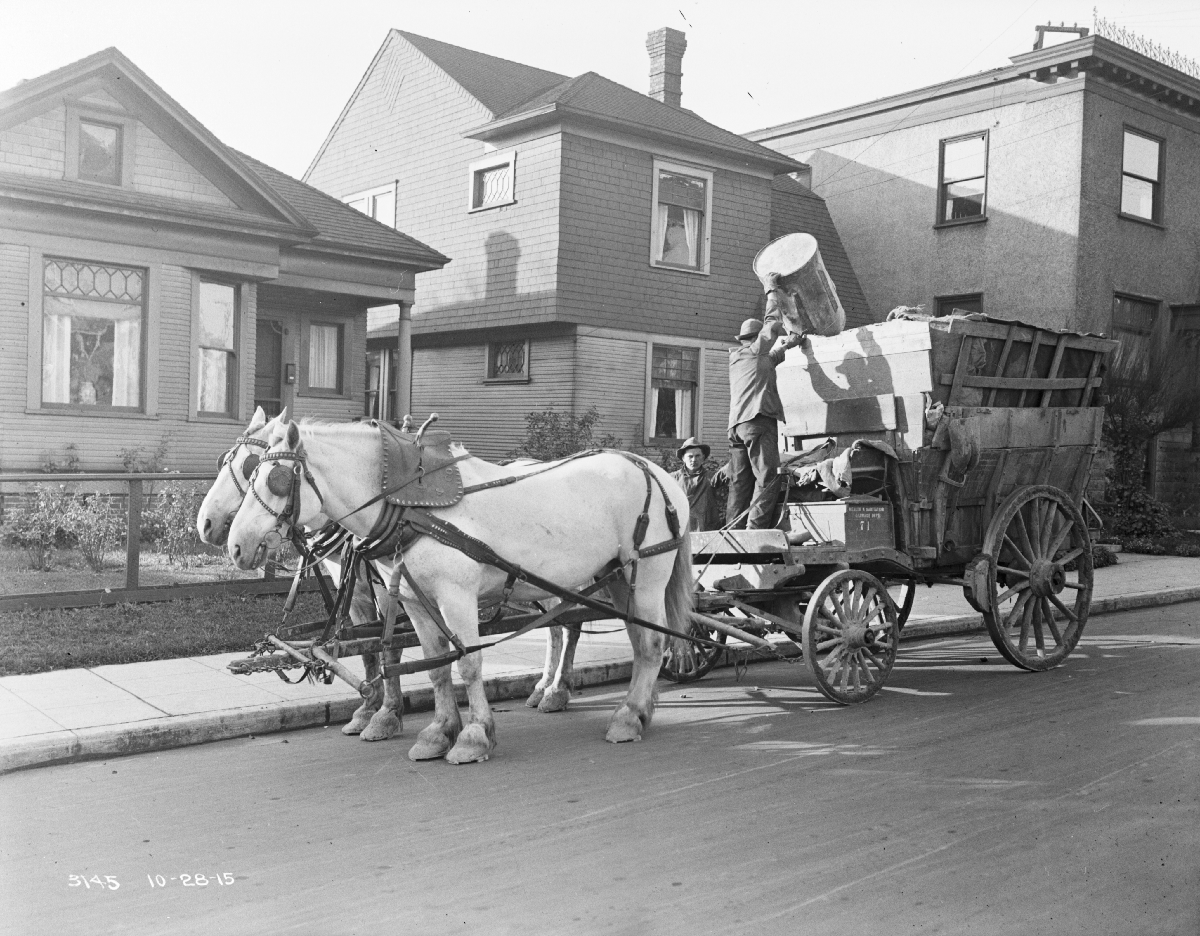
Müllabfuhr, Seattle, 1915
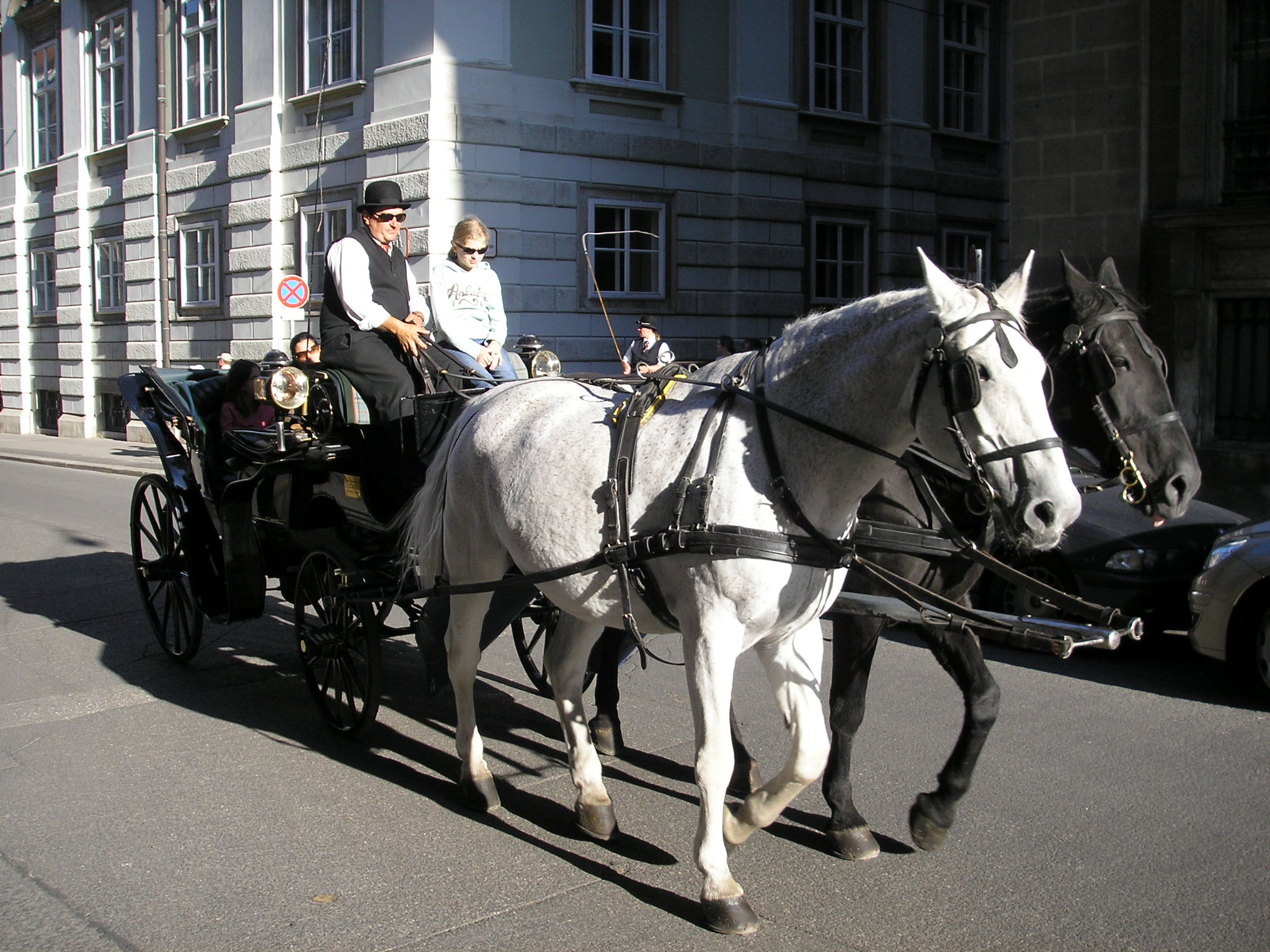
Fiaker, Wien, 2006
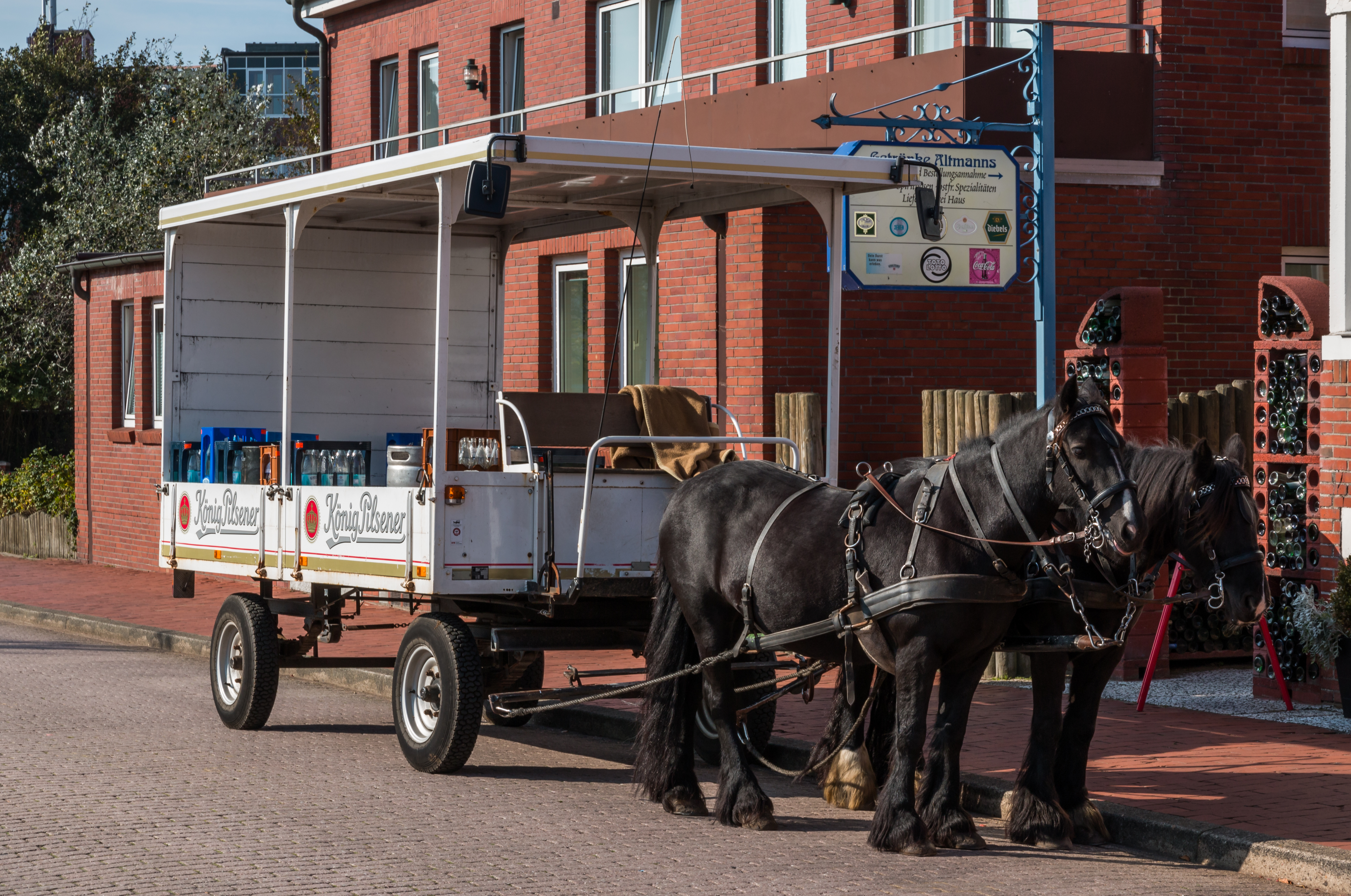
Getränketransport auf Juist, 2014
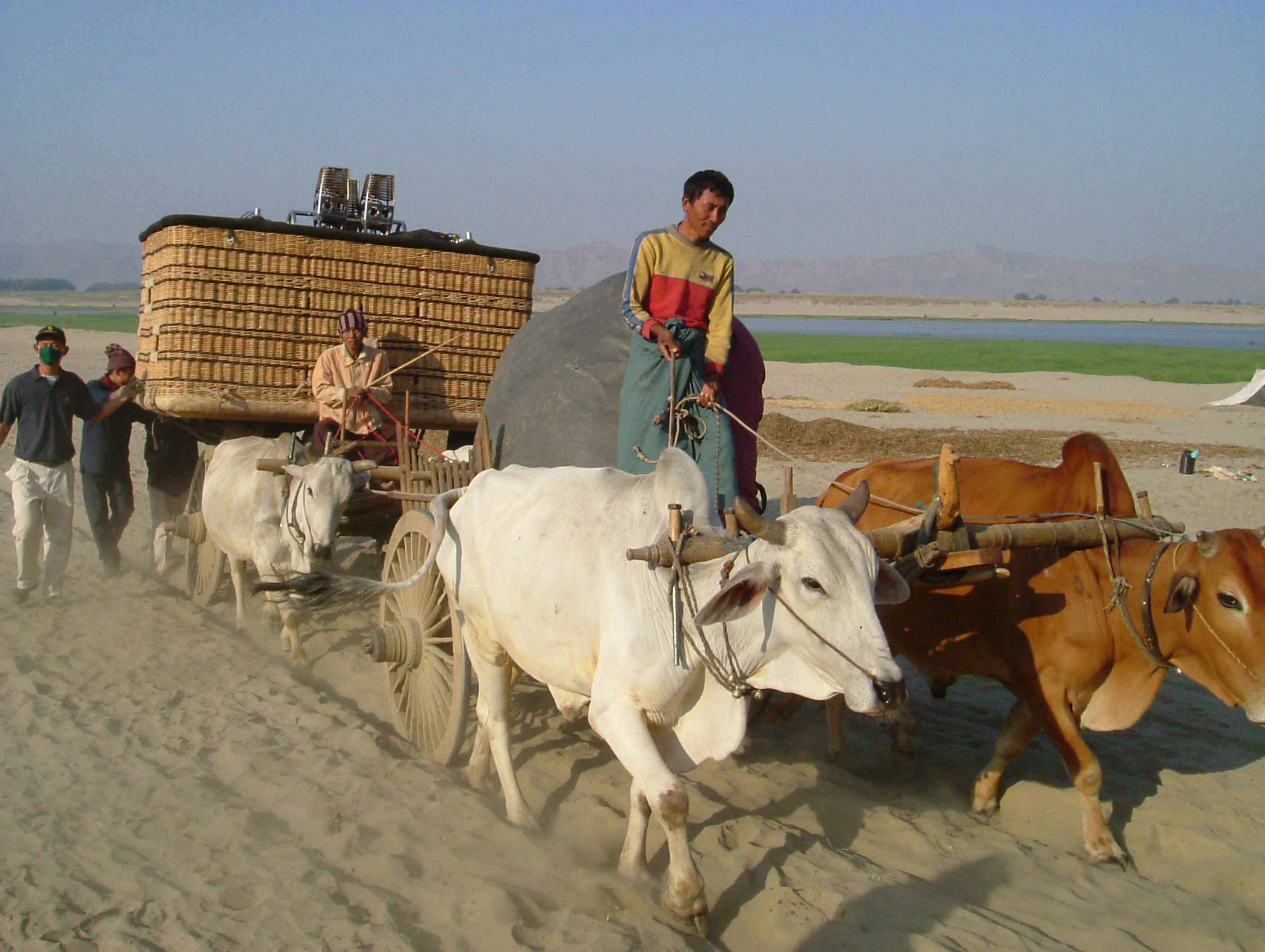
Ochsenwagen, Myanmar, 2014